# Leibniz-Institut für Neurobiologie
Das Leibniz-Institut für Neurobiologie (LIN, IfN), das sich auch Zentrum für Lern- und Gedächtnisforschung nennt, ist eine außeruniversitäre Forschungseinrichtung mit Sitz in Magdeburg. Seine Forschungsaktivitäten sind der anwendungsorientierten Grundlagenforschung im Fach der Naturwissenschaften auf dem Gebiet der Neurowissenschaften und der Molekularbiologie zuzuordnen. Das Institut ist eine rechtsfähige Stiftung des Öffentlichen Rechts des Landes Sachsen-Anhalt und ist Mitglied der Wissenschaftsgemeinschaft Gottfried Wilhelm Leibniz.

## Geschichte
Das LIN ist die Nachfolgeeinrichtung des von Hansjürgen Matthies im Jahr 1981 gegründeten Instituts für Neurobiologie und Hirnforschung (INH) der ehemaligen Akademie der Wissenschaften der DDR.
Nach einer Evaluierung des Instituts durch den Wissenschaftsrat empfahl dieser 1991 das Institut als Stiftung des Öffentlichen Rechts neu zu gründen und im Rahmen der Blauen Liste in die gemeinsame Bund-Länder-Finanzierung aufzunehmen. Die Neugründung erfolgte im Januar 1992.

## Aufgaben
Das LIN erforscht im Rahmen interdisziplinärer Grundlagenforschung Hirnmechanismen von Lern- und Gedächtnisprozessen und ihrer krankhaften Störungen.
Nach dem „Bundesbericht Forschung 2006“ des Bundesministeriums für Bildung und Forschung sind die Forschungsschwerpunkte des Instituts:
- Molekulare Mechanismen der Kommunikation zwischen Nervenzellen;
- Zellphysiologische und biochemische Mechanismen der Gedächtnisbildung;
- Funktionelle Organisation und Lernprozesse der visuellen und auditorischen Hirnrinde;
- Frühkindliche Lernprozesse und ihre krankhaften Störungen;
- Räumliche und zeitliche Analyse höherer cerebraler Funktionen mit Hilfe nicht-invasiver bildgebender Verfahren.

## 7-Tesla-Kernspintomograph
Am Leibniz-Institut für Neurobiologie wurde im Februar 2005 Europas erster 7-Tesla-Ultrahochfeld-Kernspintomograph in Betrieb genommen. Hierzu wurde ein eigenes Laborgebäude errichtet. Die Finanzierung der rund zehn Millionen Euro teuren Anlage erfolgte zur Hälfte aus Mitteln der Europäischen Union (EFRE) und je zu einem Viertel aus Mitteln des Bundes (BMBF) und des Landes Sachsen-Anhalt.
Mit diesem Gerät können Hirnaufbau und -funktionen des Menschen berührungslos und ohne Strahlenbelastung mit hoher Genauigkeit untersucht werden um die Diagnostik neurologischer Erkrankungen, wie Alzheimer, Parkinson, Epilepsie oder Schizophrenie zu verbessern. Im Rahmen der bestehenden Kooperation mit der Universität Magdeburg wird der Tomograph auch vom Klinikum der Universität genutzt.
Die technischen Daten des Kernspintomographen:
- Feldstärke des Magneten: 7 Tesla (140.000-fache Stärke des Erdmagnetfelds)
- Länge des Magneten: 3 Meter
- Gewicht des Magneten: 32 Tonnen
- Gewicht des Stahlmantels um den Untersuchungsraum: 230 Tonnen
- Supraleiter: 400 Kilometer Niob-Titan-Draht
- Kühlmedium: 1750 Liter flüssiges Helium
- Temperatur des Supraleiters: −269 Grad Celsius

## Finanzierung
Nach dem Finanzierungsmodell der so genannten Blaue-Liste-Einrichtungen wird das Institut in Form einer Fehlbedarfsfinanzierung hälftig aus Mitteln des Bundes und der Länder finanziert. Der Bundesanteil wird vom Bundesministerium für Bildung und Forschung (BMBF) getragen, der Länderanteil zu drei Viertel vom Kultusministerium des Landes Sachsen-Anhalt. Das restliche Viertel des Länderanteils wird nach dem Königsteiner Schlüssel auf alle Länder aufgeteilt. Insgesamt hat das Institut für das Jahr 2019 einen Etat in Höhe von 14,9 Millionen Euro. Hinzu kommen etwa 5,8 Millionen Euro an Drittmitteln.